# Silvius Brabo
Pour les articles homonymes, voir Brabo (homonymie).

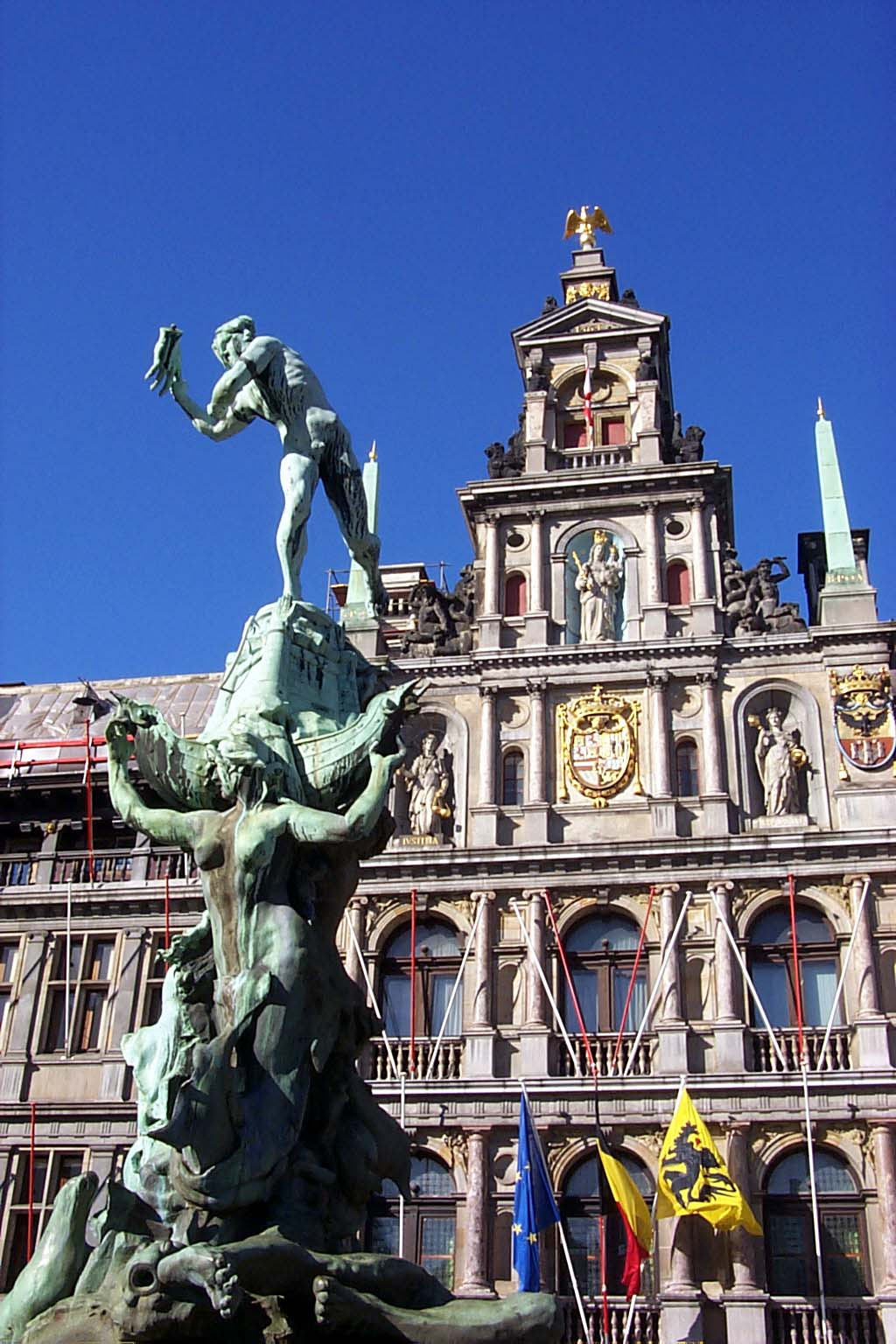
La fontaine Brabo devant l'hôtel de ville d'Anvers

Silvius Brabo est  le légendaire soldat romain qui tua le géant Druon Antigone à Anvers.

## Histoire
Druon Antigone exigeait un droit de passage sur l'Escaut et tranchait la main des mauvais payeurs. Brabo tua le géant, lui trancha la main et la jeta dans le fleuve. Suivant cette explication le nom Antwerpen (néerlandais d'Anvers) viendrait de hand werpen (hand = la main, werpen = jeter, en néerlandais). Cela dit, cette version est assez contestée, certains affirmant plutôt qu'Antwerpen viendrait de aan het werpen qui désigne la jetée du port.
Certes, l'histoire de Brabo n'est qu'une légende, mais elle cache probablement une réalité historique : des archéologues ont découvert près du Steen les traces d'une implantation datant du Ier siècle et les restes d'un site romain. Il semblerait qu'Anvers fut habité bien plus tôt qu'admis actuellement.

## Statue
Une statue de Silvius Brabo brandissant et jetant la main d'Antigone est située sur la Grand-Place d'Anvers. Tout près de là, une représentation plus ancienne trône au-dessus du puits de Quentin Matsys, le Putkevie, sur le Handschoenmarkt (Marché aux Gants). Cette statue, créé par Jef Lambeaux, date de 1887.

## Autour de la légende
- La légende est racontée dans l'album de Bob et Bobette Les Sept Pions.
- Et aussi dans le Spirou belge n° 953 du 19 juillet 1956 dans une histoire en BD de 4 pages dessinée par J. Laffond et intitulée Salvius Brado contre Druon Antigan dessinée.
- Michel de Ghelderode évoque la légende dans sa chronique « Le Dieu Scaldis », d'abord publiée dans la presse puis intégrée au recueil La Flandre est un songe (1953).
- La légende est utilisée comme parabole dramatique dans le film Diamant noir de Arthur Harari.